# 성인의 날

성인의 날(일본어: 成人の日 세이진노히[*])은 일본의 공휴일 중 하나이다. 1월 두번째 주 월요일이다. 1999년까지는 1월 15일이었다.

## 의의
성인의 날은 국민의 축일에 관한 법률 (축일법 1948년 7월 20일 법률 제178호) 제2조에 의하면 "어른이 된 것을 자각하고 스스로 꿋꿋하게 살아가려고 하는 청년을 축하한다."는 것을 취지로 하고 있다. 이날 각 시정촌에서 갓 성인이 된 사람을 불러 성인식이 행해진다.

## 같이 보기
- 관례